# Scirpus fragrans
Scirpus fragrans là loài thực vật có hoa trong họ Cói. Loài này được Ruiz & Pav. miêu tả khoa học đầu tiên năm 1798.